# Kenny Loggins
Kenneth Clark "Kenny" Loggins, född 7 januari 1948 i Everett, Washington, är en amerikansk sångare och låtskrivare. Han var mest populär under 1970- och 1980-talen.

## Historia
Kenny Loggins föddes i Everett i Washington. Familjen flyttade sedan till Detroit och Seattle för att till slut bosätta sig i Alhambra i Los Angeles County i Kalifornien. Loggins lär ha varit mycket blyg och därför använde han sig av musiken för att komma över sin blyghet. Han upptäckte att han var en habil gitarrist och sångare och blev medlem i bandet Gator Creek som signerades av Mercury Records och utgav ett självbetitlat album 1970. Albumet innehöll bland annat en version av "Danny's Song" som sedan spelades in av sångduon Loggins and Messina. Sedan blev Kenny Loggins medlem i bandet Second Helping och när bandet upplöstes började han i det mer kända bandet The Electric Prunes.
Loggins blev snart känd som en habil gitarrist och pianist, med det var som låtskrivare han gjorde störst intryck i musikbranschen. Han blev låtskrivare i staben vid Wintergate Music. Han skrev bland annat fyra låtar som spelades in av The Nitty Gritty Dirt Band och hamnade på deras album Uncle Charle & His Dog Teddy. En av låtarna Loggins skrev, "House at Pooh Corner", blev en hit för The Nitty Gritty Dirt Band.
Succén med The Nitty Gritty Dirt Band uppmärksammades av en tidigare medlem i Buffalo Springfield och Poco, Jim Messina, på den tiden musikproducent i staben vid CBS. Messina skulle producera Loggins debutalbum, men medverkade som musiker och sångare och albumet utgavs som debutalbum för duon kallad Loggins and Messina. Som medlem av duon Loggins and Messina blev Loggins känd för låtar som  "Danny's Song", "House at Pooh Corner" och "Your Mama Don't Dance".
Loggins and Messina upplöstes 1976 och Kenny Loggins fortsatte som soloartist. Han fick 1984 en stor hit med låten "Footloose" från filmen med samma namn. Andra hits från filmer är "Playing With the Boys" och "Danger Zone", båda från Top Gun (1986) och "Meet Me Halfway" från Over the Top (1987). Han var även med i projektet USA for Africa och sjöng ledmotivet "Your Heart Will Lead You Home" till Disneyfilmen Tigers film år 2000. Loggins har även vunnit flera Grammys, bland annat för "What a Fool Belive" tillsammans med Michael McDonald.
Loggins medverkar som DJ på radiokanalen Los Santos Rock Radio i GTA V, där han bland annat spelar sin egen låt "I'm Free (Heaven Helps The Man)".

## Diskografi (urval)
Studioalbum;
- 1976 – Celebrate Me Home
- 1978 – Nightwatch
- 1979 – Keep the Fire
- 1982 – High Adventure
- 1985 – Vox Humana
- 1988 – Back to Avalon
- 1991 – Leap of Faith
- 1994 – Return to Pooh Corner
- 1997 – The Unimaginable Life
- 1998 – December
- 2000 – More Songs from Pooh Corner
- 2003 – It's About Time
- 2007 – How About Now
- 2009 – All Join In

Livealbum
- 1980 – Kenny Loggins Alive
- 1993 – Outside: From the Redwoods

Samlingsalbum
- 1993 – Love Songs of Kenny Loggins
- 1997 – Yesterday, Today, Tomorrow
- 2002 – The Essential Kenny Loggins

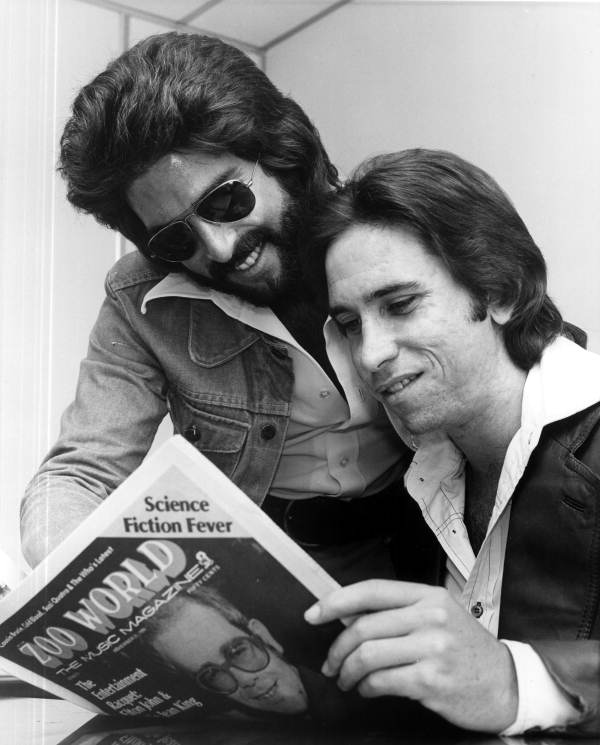
Kenny Loggins & Jim Messina 1973.

Singlar (topp 20 på Billboard Hot 100)
- 1978 – "Whenever I Call You "Friend"" (med Stevie Nicks) (#5)
- 1979 – "This Is It" (#11)
- 1980 – "I'm Alright" (#7)
- 1982 – "Don't Fight It" (med Steve Perry) (#17)
- 1983 – "Heart to Heart" (#15)
- 1984 – "Footloose" (#1)
- 1986 – "Danger Zone" (#2)
- 1987 – "Meet Me Half Way" (#11)
- 1988 – "Nobody's Fool" (#8)

Annat
- 1994 – Grammy's Greatest Moments Volume III (Loggins framför "Footloose" live)